# Liste der Biografien/Grui
Liste der Biografien |
Portal Biografien |
Personensuche
# |
A |
B |
C |
D |
E |
F |
G |
H |
I |
J |
K |
L |
M |
N |
O |
P |
Q |
R |
S |
T |
U |
V |
W |
X |
Y |
Z |
?
 
Ga |
Gb |
Gc |
Gd |
Ge |
Gf |
Gh |
Gi |
Gj |
Gk |
Gl |
Gm |
Gn |
Go |
Gp |
Gq |
Gr |
Gs |
Gu |
Gv |
Gw |
Gy |
Gz
 
Gra |
Grb–Grd |
Gre |
Grg |
Gri |
Grj |
Grk |
Grl |
Grm |
Gro |
Grs |
Gru |
Gry |
Grz
 
Grua |
Grub |
Gruc |
Grud |
Grue |
Gruf |
Grug |
Gruh |
Grui |
Gruj |
Grul |
Grum |
Grun |
Gruo |
Grup |
Grus |
Grut |
Gruv |
Gruw |
Gruy |
Gruz
Die Liste der Biografien führt alle Personen auf, die in der deutschsprachigen Wikipedia einen Artikel haben. Dieses ist eine Teilliste mit 11 Einträgen von Personen, deren Namen mit den Buchstaben „Grui“ beginnt.

## Grui

### Gruia
- Gruia, Alice (* 1983), deutsche Schauspielerin Filmproduzentin, Filmregisseurin und Drehbuchautorin
- Gruia, Călin (1915–1989), rumänischer Schriftsteller
- Gruia, Gheorghe (1940–2015), rumänischer Handballspieler und -trainer

### Gruie
- Gruiescu, Constantin (1945–2024), rumänischer Boxer

### Gruij
- Gruijter, Izabella de, niederländische Schauspielerin
- Gruijter, Jochem de (* 1978), niederländischer Beachvolleyballspieler
- Gruijters, Hans (1931–2005), niederländischer Politiker (D66)
- Gruijthuijsen, Krist (* 1980), niederländischer Kurator und Kunstkritiker

### Gruis
- Gruissem, Philipp (* 1987), deutscher PokerspielerPhilipp Gruissem (* 1987)

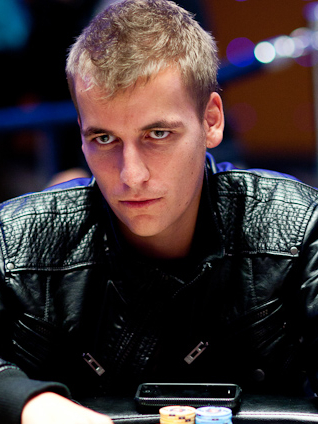
Philipp Gruissem (* 1987)

- Gruissem, Wilhelm (* 1952), deutscher Biochemiker und Pflanzenwissenschaftler

### Gruit
- Gruithuisen, Franz von Paula (1774–1852), deutscher Arzt und Astronom